# Rory McIlroy
Pour les articles homonymes, voir McIlroy.
Rory McIlroy, né le 4 mai 1989 à Holywood (Irlande du Nord), est un golfeur professionnel nord-irlandais. Jeune, il se fait rapidement remarquer pour ses talents en golf, tout d'abord amateur où il y a gagné la Ryder Cup junior en 2004, disputé la Walker Cup en 2007, représenté l'Irlande à l'Eisenhower Trophy en 2006 et remporté cinq tournois dont le Championnat amateur européen en 2006 (ainsi que le Championnat amateur européen par équipes en 2007), il devient professionnel en septembre 2007 à 18 ans.
Il remporte sa première victoire sur le Tour européen PGA au Dubai Desert Classic en février 2009 puis sa première victoire sur le circuit américain l'année suivante au Quail Hollow Championship. Après deux troisièmes places dans des tournois majeurs, en 2009 au championnat de la PGA et en 2010 au Master, il remporte son premier titre du grand chelem lors de l'édition 2011 de l'open américain.
Rory McIlroy est devenu pour la première fois 1er au classement mondial le 4 mars 2012 à l'âge de 22 ans, 43 jours après avoir remporté le Honda Classic, tournoi du PGA Tour à Palm Beach Gardens. Le 12 août 2012, il est devenu le premier Nord-Irlandais de l'histoire à remporter le Championnat de la PGA. Il est également le premier Britannique à remporter cette victoire depuis Tommy Armour en 1930.
En 2014, il remporte son troisième tournoi majeur en s'imposant lors de l'Open britannique, suivi d'un quatrième en remportant un second Championnat de la PGA. Dans la même année, il remportera pour la deuxième fois consécutive la Ryder Cup en jouant avec la sélection européenne contre les États-Unis.
En 2019, à la suite d'une bonne saison aux États-Unis avec notamment une victoire à la FedEx Cup, le golfeur nord-irlandais est élu joueur de l'année du circuit PGA.
En 2025, il remporte le Masters d’Augusta en playoff et devient le sixième joueur à accomplir le grand chelem en carrière après Gene Sarazen, Ben Hogan, Gary Player, Jack Nicklaus et Tiger Woods.

## Biographie

### Carrière en tant qu'amateur
Il naît à Holywood dans le Belfast Lough, faisant ses classes au Sullivan Upper School et est catholique. Il s'inscrit au Holywood Golf Club et est entraîné par Michael Bannon qui y devient son mentor.
Membre de l'équipe d'Europe qui remporte la Ryder Cup junior en 2004, il devient l'année suivante le plus jeune vainqueur du Championnat d'Irlande de l'Ouest et du Championnat de l'Irish Close. Il conserve ces deux derniers titres en 2006. Suit ensuite son cinquième titre amateur avec le Championnat européen amateur disputé près de Milan (Italie) au Biella GOlf Club avec une carte de 274. En octobre 2006, il représente l'Irlande à l'Eisenhower Trophy et au championnat du monde amateur par équipe. En février 2007, il est le deuxième numéro un mondial du World Amateur Golf Rankings durant une semaine (le pendant amateur du Official World Golf Ranking) mis en place en janvier 2007.
Il prend part à l'Open britannique 2007 qui se dispute à Carnoustie. Troisième le premier jour à trois coups du leader (seul golfeur à n'avoir fait aucun bogey ce premier jour), il passe le cut le lendemain et termine finalement à la 40e place (et deuxième amateur) du tournoi. Il participe ensuite à la Walker Cup 2007 représentant la Grande-Bretagne et l'Irlande que les Américains remportent.
Sur le Tour Européen PGA, il y fait sa première apparition lors du Masters britannique 2007 et passe un cut pour la première lors du Dubai Desert Classic 2007 où en raison de son statut d'amateur ne peut prendre les gains (7 600 euros).

### Carrière en tant que professionnel

#### 2007
Le 19 septembre, McIlroy devient professionnel un jour avant le Quinn Insurance British Masters lors duquel il termine 42e. Il signe son contrat chez International Sports Management (ISM) qui manage entre autres Ernie Els. En octobre, il termine 3e du Dunhill Links Championship puis 4e la semaine suivante de l'Open de Madrid. Cette première année sur le Tour Européen PGA lui permet de remporter 277 255 euros et termine au 95e rang de l'Ordre du mérite.

#### 2008
En raison de ses performances, Tiger Woods l'invite à disputer le Target World Challenge, que McIlroy décline préférant disputer l'Open européen. Il termine cette année-là dans le top 100 de l'Official World Golf Ranking et 36e de l'Ordre du mérite du Tour européen. Son meilleur résultat est une seconde place à l'Omega European Masters derrière le Français Jean-François Lucquin et à l'Open de Hong Kong derrière l'Espagnol Miguel Ángel Jiménez.

#### 2009
Son 39e rang mondial lui permet d'être invité au Masters 2009 et d'être le plus jeune golfeur à atteindre le top 50 mondial. Il remporte par ailleurs son premier tournoi professionnel au Dubai Desert Classic le 1er février 2009, montant alors au 16e rang mondial. Au Championnat du monde de match-play, il atteint les quarts-de-finale, battu par Geoff Ogilvy.
En avril 2009, il participe alors au Masters 2009, son premier tournoi majeur en tant que professionnel. Il termine à la 20e place avec deux coups sous le par.

#### 2011
Aux Masters, après trois journées de compétition, il mène le tournoi avec quatre coups d'avance sur ses quatre plus proches poursuivants. Il s'effondre toutefois totalement lors de la dernière journée, rentrant une carte de huit au-dessus du par qui le renvoie à la 15e place du tournoi. Lors de l'US Open il est à nouveau leader après trois tours avec 8 coups d'avance sur le second, mais parvient cette fois à maintenir sa qualité de jeu pour finalement remporter son premier tournoi majeur.

#### 2012
Rory McIlroy est devenu pour la première fois n°1 mondial au classement World Golf le 4 mars, après avoir remporté le Honda Classic.

#### 2013
Il est le numéro 4 mondial.
- 07.04.2013 – 2e au Texas Open

#### 2014
Le 25/05/2014, il remporte le BMW PGA Championship disputé à Wentworth Club dans le Surrey en Angleterre, en rendant une carte de 274 (68-71-69-66) à -14 sous le par et empochant par la même, la somme de 791,660 euros.

#### 2015
Il gagne successivement la Omega Dubai Desert Classic, le Championnat du monde de match-play et le Wells Fargo Championship.

#### 2016
Vainqueur du Deutsche Bank Championship et du Tour Championship.

#### 2018
Vainqueur du Arnold Palmer Invitational.
Vainqueur de la Ryder Cup avec l'équipe européenne.

#### 2019
Cette année marque le grand retour de « Rors » en haut du classement mondial. Il impressionne par son talent et par sa maîtrise des parcours.
Son année est marquée par ses victoires dans deux des plus gros tournois de l’année. The Players championship où ayant été leader toute la semaine, il finit par une dernière carte solide pour remporter ce tournoi considéré comme « Le cinquième majeur ».
Malgré une nouvelle désillusion au Masters, Rory Mcilroy se rattrape à l’Omnium Canadian aussi appelé le RBC Canadian Open, en effet cette semaine, au-dessus de la concurrence, Rory gagne avec plus de 7 coups d’avance avec notamment une carte de 61 (-9) le dernier jour.
Enfin, pour confirmer sa très bonne année, il gagne le Tour Championship devant Xander Schauffele et Brooks Koepka et par la même occasion la FedEx Cup (représentant l’ensemble de la saison golfique sur le PGA Tour)

#### 2021
Vainqueur du Well Fargo Championship
Vainqueur de la CJ cup

#### 2025
En février, il gagne un tournoi historique du PGA Tour en Californie, l'AT&T Pebble Beach Pro-Am.
En mars, il remporte le Championnat des joueurs de la PGA (The Players Championship) en play-off contre J.J. Spaun.
En avril, et après 11 ans d'attente, il remporte enfin un nouveau Majeur en play-off contre Justin Rose, le Masters d'Augusta. Il complète ainsi son grand chelem en carrière.

## Résultats en tournoi

### Amateur
- 2005 : West of Ireland Championship, Irish Close Championship.
- 2006 : West of Ireland Championship, Irish Close Championship et European Amateur Championship.

### Carrière professionnelle

#### 2006
| Saison 2006 du Tour européen PGA - PGA European Tour | Saison 2006 du Tour européen PGA - PGA European Tour | Saison 2006 du Tour européen PGA - PGA European Tour | Saison 2006 du Tour européen PGA - PGA European Tour | Saison 2006 du Tour européen PGA - PGA European Tour | Saison 2006 du Tour européen PGA - PGA European Tour | Saison 2006 du Tour européen PGA - PGA European Tour | Saison 2006 du Tour européen PGA - PGA European Tour | Saison 2006 du Tour européen PGA - PGA European Tour | Saison 2006 du Tour européen PGA - PGA European Tour | Saison 2006 du Tour européen PGA - PGA European Tour | Saison 2006 du Tour européen PGA - PGA European Tour |
| Tournoi                                              | Parcours                                             | Par                                                  | Date du tournoi                                      | Position                                             | Score                                                | Total                                                | Par                                                  | Gain                                                 | Vainqueur du Tournoi                                 | Score                                                | Par                                                  |
| ---------------------------------------------------- | ---------------------------------------------------- | ---------------------------------------------------- | ---------------------------------------------------- | ---------------------------------------------------- | ---------------------------------------------------- | ---------------------------------------------------- | ---------------------------------------------------- | ---------------------------------------------------- | ---------------------------------------------------- | ---------------------------------------------------- | ---------------------------------------------------- |
| Dubai Desert Classic                                 | Emirates GC à Dubaï                                  | 72                                                   | 2 février - 5 février 2006                           | T77                                                  | 72-72-0-0                                            | 144                                                  | 0                                                    | 0 €                                                  | Tiger Woods                                          | 269                                                  | - 19                                                 |
| 1 Tournoi                                            |                                                      |                                                      |                                                      | 77                                                   | 72                                                   |                                                      |                                                      | 2 000 000 €                                          |                                                      |                                                      |                                                      |

#### 2007
| Saison 2007 du Tour européen PGA - PGA European Tour | Saison 2007 du Tour européen PGA - PGA European Tour          | Saison 2007 du Tour européen PGA - PGA European Tour | Saison 2007 du Tour européen PGA - PGA European Tour | Saison 2007 du Tour européen PGA - PGA European Tour | Saison 2007 du Tour européen PGA - PGA European Tour | Saison 2007 du Tour européen PGA - PGA European Tour | Saison 2007 du Tour européen PGA - PGA European Tour | Saison 2007 du Tour européen PGA - PGA European Tour | Saison 2007 du Tour européen PGA - PGA European Tour | Saison 2007 du Tour européen PGA - PGA European Tour | Saison 2007 du Tour européen PGA - PGA European Tour |
| Tournoi                                              | Parcours                                                      | Par                                                  | Date du tournoi                                      | Position                                             | Score                                                | Total                                                | Par                                                  | Gain                                                 | Vainqueur du Tournoi                                 | Score                                                | Par                                                  |
| ---------------------------------------------------- | ------------------------------------------------------------- | ---------------------------------------------------- | ---------------------------------------------------- | ---------------------------------------------------- | ---------------------------------------------------- | ---------------------------------------------------- | ---------------------------------------------------- | ---------------------------------------------------- | ---------------------------------------------------- | ---------------------------------------------------- | ---------------------------------------------------- |
| Dubai Desert Classic                                 | Emirates GC à Dubaï                                           | 72                                                   | 1er février - 4 février 2007                         | T52                                                  | 69-69-71-76                                          | 285                                                  | - 3                                                  | 0 €                                                  | Henrik Stenson                                       | 269                                                  | - 19                                                 |
| Open du Portugal                                     | Quinta da Marinha, Oitavos Golfe à Lisbone, Portugal          | 71                                                   | 29 mars - 1er avril 2007                             | T122                                                 | 79-72-00-00                                          | 151                                                  | +9                                                   | 0 €                                                  | Pablo Martin                                         | 277                                                  | -7                                                   |
| Tournoi de tennis d'Espagne                          | Centro National de Golf à Madrid, Espagne                     | 72                                                   | 26 avril - 29 avril 2007                             | T122                                                 | 77-73-00-00                                          | 150                                                  | +6                                                   | 0 €                                                  | Charl Schwartzel                                     | 272                                                  | -16                                                  |
| 136e Open britannique                                | Championship Course à Carnoustie, Écosse                      | 71                                                   | 19 juillet - 22 juillet 2007                         | T42                                                  | 68-76-73-72                                          | 289                                                  | +5                                                   | 0 €                                                  | Pádraig Harrington                                   | 277                                                  | -7                                                   |
| Masters britannique                                  | The Belfry à Sutton Coldfield, Angleterre                     | 72                                                   | 20 septembre - 23 septembre 2007                     | T42                                                  | 68-78-70-73                                          | 290                                                  | +2                                                   | 15,128 €                                             | Lee Westwood                                         | 273                                                  | -15                                                  |
| Alfred Dunhill Links Championship                    | The Old Course à St. Andrews, Écosse                          | 72                                                   | 4 octobre - 7 octobre 2007                           | 3                                                    | 67-67-67-68                                          | 273                                                  | -15                                                  | 211,322 €                                            | Nick Dougherty                                       | 278                                                  | -18                                                  |
| Tournoi de tennis de Madrid                          | Real Sociedad Hípica Española Club de Campo à Madrid, Espagne | 72                                                   | 11 octobre - 14 octobre 2007                         | T4                                                   | 73-68-66-70                                          | 277                                                  | -11                                                  | 41,580 €                                             | Mads Vibe-Hastrup                                    | 272                                                  | -16                                                  |
| Portugal Masters                                     | Oceânico Victoria Golf Course à Vilamoura, Portugal           | 72                                                   | 18 octobre - 21 octobre 2007                         | T56                                                  | 71-69-73-68                                          | 281                                                  | -7                                                   | 9,225 €                                              | Steve Webster                                        | 263                                                  | -25                                                  |
| 8 Tournois                                           |                                                               |                                                      |                                                      | 55,38                                                | 71,29                                                |                                                      |                                                      | 277 255 €                                            |                                                      |                                                      |                                                      |

Devenu professionnel le 19 septembre 2007, McIlroy a joué les quatre premiers tournois comme amateur, d’où l'absence de gains à ces tournois.

#### 2008
| Saison 2008 du Tour européen PGA - PGA European Tour | Saison 2008 du Tour européen PGA - PGA European Tour | Saison 2008 du Tour européen PGA - PGA European Tour | Saison 2008 du Tour européen PGA - PGA European Tour | Saison 2008 du Tour européen PGA - PGA European Tour | Saison 2008 du Tour européen PGA - PGA European Tour | Saison 2008 du Tour européen PGA - PGA European Tour | Saison 2008 du Tour européen PGA - PGA European Tour | Saison 2008 du Tour européen PGA - PGA European Tour | Saison 2008 du Tour européen PGA - PGA European Tour | Saison 2008 du Tour européen PGA - PGA European Tour | Saison 2008 du Tour européen PGA - PGA European Tour |
| Tournoi                                              | Parcours                                             | Par                                                  | Date du tournoi                                      | Position                                             | Score                                                | Total                                                | Par                                                  | Gain                                                 | Vainqueur du Tournoi                                 | Score                                                | Par                                                  |
| ---------------------------------------------------- | ---------------------------------------------------- | ---------------------------------------------------- | ---------------------------------------------------- | ---------------------------------------------------- | ---------------------------------------------------- | ---------------------------------------------------- | ---------------------------------------------------- | ---------------------------------------------------- | ---------------------------------------------------- | ---------------------------------------------------- | ---------------------------------------------------- |
| UBS Hong Kong Open                                   | Hong Kong Golf Club à Fanling, Hong Kong             | 70                                                   | 15 novembre - 18 novembre 2007                       | T105                                                 | 69-74-00-00                                          | 143                                                  | + 3                                                  | 0 €                                                  | Miguel Ángel Jiménez                                 | 265                                                  | - 15                                                 |
| MasterCard Masters                                   | Huntingdale Golf Club à Melbourne, Australie         | 72                                                   | 22 novembre - 25 novembre 2007                       | T15                                                  | 70-69-70-73                                          | 282                                                  | -6                                                   | 12,049 €                                             | Aaron Baddeley                                       | 275                                                  | - 13                                                 |
| South African Airways Open                           | Pearl Valley Golf Estates à Paarl, Afrique du Sud    | 72                                                   | 13 décembre - 16 décembre 2007                       | T99                                                  | 83-74-00-00                                          | 157                                                  | +13                                                  | 0 €                                                  | James Kingston                                       | 284                                                  | - 4                                                  |

## Palmarès

### Victoires sur le PGA Tour (26)
| Légende                                   |
| Majeurs (4)                               |
| World Golf Championships (3)              |
| Tournois des playoffs de la FedEx Cup (6) |
| Autre tournoi du PGA Tour (13)            |

| No. | Date              | Tournoi                                          | Score           | Au par | Marge sur le deuxième | Deuxième(s)                    |
| --- | ----------------- | ------------------------------------------------ | --------------- | ------ | --------------------- | ------------------------------ |
| 1   | 2 mai 2010        | Quail Hollow Championship                        | 72-73-66-62=273 | −15    | 4 coups               | Phil Mickelson                 |
| 2   | 19 juin 2011      | US Open de golf                                  | 65-66-68-69=268 | −16    | 8 coups               | Jason Day                      |
| 3   | 4 mars 2012       | The Honda Classic                                | 66-67-66-69=268 | −12    | 2 coups               | Tom Gillis, Tiger Woods        |
| 4   | 12 août 2012      | Championnat de la PGA                            | 67-75-67-66=275 | −13    | 8 coups               | David Lynn                     |
| 5   | 3 septembre 2012  | Deutsche Bank Championship                       | 65-65-67-67=264 | −20    | 1 coup                | Louis Oosthuizen               |
| 6   | 9 septembre 2012  | Championnat BMW                                  | 64-68-69-67=268 | −20    | 2 coups               | Phil Mickelson, Lee Westwood   |
| 7   | 20 juillet 2014   | British Open                                     | 66-66-68-71=271 | −17    | 2 coups               | Rickie Fowler, Sergio García   |
| 8   | 3 août 2014       | WGC-Bridgestone Invitational                     | 69-64-66-66=265 | −15    | 2 coups               | Sergio García                  |
| 9   | 10 août 2014      | Championnat de la PGA (2)                        | 66-67-67-68=268 | −16    | 1 coup                | Phil Mickelson                 |
| 10  | 3 mai 2015        | Championnat du monde de match-play               | 4 & 2           | 4 & 2  | 4 & 2                 | Gary Woodland                  |
| 11  | 17 mai 2015       | Wells Fargo Championship (2)                     | 70-67-61-69=267 | −21    | 7 coups               | Patrick Rodgers, Webb Simpson  |
| 12  | 5 septembre 2016  | Deutsche Bank Championship                       | 71-67-66-65=269 | −15    | 2 coups               | Paul Casey                     |
| 13  | 25 septembre 2016 | Tour Championship                                | 68-70-66-64=268 | −12    | Playoff               | Kevin Chappell, Ryan Moore     |
| 14  | 18 mars 2018      | Arnold Palmer Invitational                       | 69-70-67-64=270 | −18    | 3 coups               | Bryson DeChambeau              |
| 15  | 17 mars 2019      | The Players Championship                         | 67-65-70-70=270 | −16    | 1 coup                | Jim Furyk                      |
| 16  | 9 juin 2019       | RBC Canadian Open                                | 67-66-64-61=258 | -22    | 7 coups               | Shane Lowry                    |
| 17  | 25 août 2019      | Tour Championship                                | 66-67-68-66=267 | -18    | 4 coups               | Xander Schauffele              |
| 18  | 3 novembre 2019   | WGC-HSBC Champions                               | 67-67-67-68=269 | −19    | Playoff               | Xander Schauffele              |
| 19  | 9 mai 2021        | Wells Fargo Championship (3)                     | 72-66-68-68=274 | -10    | 1 coup                | Abraham Ancer                  |
| 20  | 17 octobre 2021   | CJ Cup                                           | 68-67-62-66=263 | -25    | 1 coup                | Collin Morikawa                |
| 21  | 12 juin 2022      | RBC Canadian Open (2)                            | 66-68-65-62=261 | −19    | 2 coups               | Tony Finau                     |
| 22  | 28 août 2022      | Tour Championship (3)                            | 67-67-63-66=263 | −212   | 1 coup                | Im Sung-jae, Scottie Scheffler |
| 23  | 23 octobre 2022   | CJ Cup (2)                                       | 66-67-67-67=267 | −17    | 1 coup                | Kurt Kitayama                  |
| 24  | 16 juillet 2023   | Genesis Scottish Open                            | 64-66-67-68=265 | −15    | 1 coup                | Robert MacIntyre               |
| 25  | 28 avril 2024     | Zurich Classic of New Orleans (avec Shane Lowry) | 61-70-64-68=263 | −25    | Playoff               | Chad Ramey and Martin Trainer  |
| 26  | 12 mai 2024       | Wells Fargo Championship (4)                     | 67-68-67-65=267 | −17    | 5 coups               | Xander Schauffele              |

Playoffs sur le PGA Tour (1–2)
| No. | Année | Tournois                 | Adversaire(s)                             | Résultat                                            |
| --- | ----- | ------------------------ | ----------------------------------------- | --------------------------------------------------- |
| 1   | 2012  | Wells Fargo Championship | Rickie Fowler, D. A. Points               | Fowler gagne sur le premier trou de playoff         |
| 2   | 2014  | The Honda Classic        | Russell Henley, Russell Knox, Ryan Palmer | Henley gagne avec un birdie sur le premier trou.    |
| 3   | 2016  | Tour Championship        | Kevin Chappell, Ryan Moore                | McIlroy gagne avec un birdie sur le quatrième trou. |

### Victoires sur le Tour européen (13)
| Légende                            |
| Majeurs (4)                        |
| World Golf Championships (2)       |
| Autre tournoi du Tour Européen (5) |

| No. | Date             | Tournois                              | Score           | Au par | Marge sur le deuxième | Deuxième(s)                  |
| --- | ---------------- | ------------------------------------- | --------------- | ------ | --------------------- | ---------------------------- |
| 1   | 1er février 2009 | Dubai Desert Classic                  | 64-68-67-70=269 | −19    | 1 coup                | Justin Rose                  |
| 2   | 19 juin 2011     | US Open de golf                       | 65-66-68-69=268 | −16    | 8 coups               | Jason Day                    |
| 3   | 4 décembre 2011  | Open de Hong Kong1                    | 64-69-70-65=268 | −12    | 2 coups               | Grégory Havret               |
| 4   | 12 août 2012     | Championnat de la PGA                 | 67-75-67-66=275 | −13    | 8 coups               | David Lynn                   |
| 5   | 25 novembre 2012 | Dubai World Championship              | 66-67-66-66=265 | −23    | 2 coups               | Justin Rose                  |
| 6   | 25 mai 2014      | BMW PGA Championship                  | 68-71-69-66=274 | −14    | 1 coup                | Shane Lowry                  |
| 7   | 20 juillet 2014  | British Open                          | 66-66-68-71=271 | −17    | 2 coups               | Rickie Fowler, Sergio García |
| 8   | 3 août 2014      | WGC-Bridgestone Invitational          | 69-64-66-66=265 | −15    | 2 coups               | Sergio García                |
| 9   | 10 août 2014     | Championnat de la PGA (2)             | 66-67-67-68=268 | −16    | 1 coup                | Phil Mickelson               |
| 10  | 1er février 2015 | Omega Dubai Desert Classic (2)        | 66-64-66-70=266 | −22    | 3 coups               | Alexander Norén              |
| 11  | 3 mai 2015       | Championnat du monde de match-play    | 4 & 2           | 4 & 2  | 4 & 2                 | Gary Woodland                |
| 12  | 22 novembre 2015 | DP World Tour Championship, Dubai (2) | 68-68-65-66=267 | −21    | 1 coup                | Andy Sullivan                |
| 13  | 22 mai 2016      | Open d'Irlande                        | 66-64-66-70=266 | −12    | 3 coups               | Bradley Dredge Russel Knox   |

1 Événement co-sanctionné avec l'Asian tour
Playoffs sur l'European tour (0–2)
| No. | Année | tournoi                | Adversaire(s)                    | Résultat                                                                                       |
| --- | ----- | ---------------------- | -------------------------------- | ---------------------------------------------------------------------------------------------- |
| 1   | 2008  | Omega European Masters | Jean-François Lucquin            | Perd au second trou de playoff face à un birdie                                                |
| 2   | 2008  | Open de Hong Kong1     | Lin Wen-tang, Francesco Molinari | Lin gagne avec un birdie au second trou de playoff Molinari éliminé sur un par au premier trou |

### Tournois par équipes

#### Amateur
| Année | Tournoi                                  | Pays représenté(s)      | Vainqueur ? |
| ----- | ---------------------------------------- | ----------------------- | ----------- |
| 2004  | Ryder Cup - Junior                       | Europe                  | Oui         |
| 2006  | Eisenhower Trophy (en)                   | Irlande                 | Non         |
| 2007  | Championnat européen par équipes amateur | Irlande                 | Oui         |
| 2007  | Walker Cup                               | Grande-Bretagne Irlande | Non         |

#### Professionnel
Rory McIlroy participe à sept éditions de la Ryder Cup, de 2010 à 2023, remportant  Il remporte cinq de celles-ci, en 2010, 2012, 2014, 2018 et 2023.
Après l'édition de 2023, il présente un bilan de 18 points apportés à son équipe, 16 victoires et 4 nuls pour 33 rencontres disputées.
Pour la 39e Ryder Cup 2012 qui eut lieu sur le parcours du Medinah Country Club de Chicago, dans le premier foursomes du vendredi matin, Rory est associé à son compatriote Graeme McDowell où il fait face à la paire Jim Furyk / Brandt Snedeker, et le duo nord-irlandais l’emporte 1 up. Pour le Fourball du vendredi après-midi, les mêmes perdent 2&1 contre la paire Phil Mickelson / Keegan Bradley. Toujours associé à Graeme pour le ‘Foursomes’ du samedi matin, les deux compères retrouvent le duo Jim Furyk / Brandt Snedeker et sont défaits 1up. Pour le dernier fourball du samedi après-midi, Ian Poulter est choisi par le capitaine européen pour faire équipe avec le no 1 mondial afin de limiter l’hécatombe, et le coup est payant, le duo s’impose 1up face à la paire Jason Dufner / Zach Johnson.
Avant les duels, il apporte donc 2 points au team européen.
Dans les simples du dimanche, le capitaine José Maria Olazábal programme Rory dans la troisième rencontre face à Keegan Bradley. Malgré une arrivée sur le fil et sans échauffement, la victoire sera au rendez-vous avec un score de 2&1 et donnera un nouveau point pour l’Europe.
Son total 2012 sera donc : 5 matches, 3 victoires, 2 défaites.

## Vie personnelle
Rory McIlroy était en couple avec la joueuse de tennis Caroline Wozniacki. Il a cependant annoncé leur séparation le 21 mai 2014. Il s'est marié le 22 avril 2017 avec Erica Stoll, et ont eu ensemble leur premier enfant en septembre 2020.